# 4J Studios
4J Studios är ett skotskt datorspelsutvecklare med huvudkontor i Dundee och East Linton, båda i Skottland. Många anställda kommer från den nedlagda spelstudion VIS Entertainment. 4J har ofta samarbetat med andra studios som t.ex ZeniMax Media och Microsoft Studios, men är nog mest kända för samarbetet med Mojang och Minecraft. Från 2010 fram till 2019 så arbetade 4J med konsolversionen av Minecraft tillsammans med Microsoft, Sony, Nintendo och Mojang själv. De har fått många utmärkelser för detta samarbete.
2012 vann 4J Studios The Golden Joystick Awards för Best Selling Game (Bästa Säljade Spel), och en utmärkelse från TIGA, Best Arcade Game (direkt översatt till "Bästa Arkadspel") för Minecraft. Deras konsolport är även tillgänglig på Xbox One, PS3, PS4, PS Vita och Wii U.